# Condition Red
Condition Red ist ein US-amerikanischer Kriegsfilm, der im Jahr 1990 von HBO herausgegeben wurde und auf dem Roman Trinity’s Child von William Prochnau fußt. Das Filmwerk zeichnet sich dadurch aus, dass es die letzte Verfilmung eines fiktionalen Atomkriegsereignisses vor dem Zusammenbruch der Sowjetunion und dem damit verbundenen Ende des Kalten Krieges ist.
Condition Red erhielt 1990 einen Emmy für 'Outstanding Special Visual Effects' (Beste Spezialeffekte) und eine Emmy-Nominierung für James Earl Jones in der Kategorie 'Outstanding Supporting Actor in a Miniseries or a Special' (Bester Nebendarsteller in einer Miniserie oder einem Fernsehfilm). 

## Handlung
Aus der Türkei, einem Mitgliedsstaat der NATO, wird eine Atomrakete abgefeuert, die auf das Territorium der Sowjetunion fliegt und dort in einer Stadt detoniert. Daraus erkennen die Abwehrsysteme der sowjetischen Atomstreitkräfte einen Angriff der NATO auf den Warschauer Pakt und führen einen begrenzten Atomschlag gegen die USA mit mehreren Atomsprengköpfen auf land- und seegestützten Interkontinentalraketen. Während des Angriffs der UdSSR gegen die USA greifen die Streitkräfte der Volksrepublik China ihrerseits die UdSSR an, womit die chinesische Regierung einem Abkommen mit den USA nachkommt.
Noch während sich die sowjetischen Atomraketen auf dem Marsch gegen die USA befinden, erhält der US-Präsident ein Fernschreiben vom sowjetischen Ministerpräsidenten, in dem dieser sein Bedauern über den sowjetischen Atomangriff zum Ausdruck bringt, denn dieser sei ein Fehler gewesen, zumal die sowjetische Führung festgestellt hätte, dass der Atomraketenangriff aus der Türkei gegen die Sowjetunion kein kriegerischer Akt der NATO gewesen sei, sondern vielmehr abtrünnige sowjetische Offiziere die entsprechende Rakete gestohlen und von der Türkei aus zum Einsatz gegen die UdSSR gebracht hätten, um die NATO und den Warschauer Pakt in einen Krieg zu stürzen. Damit wollten sie die reformatorischen Umbrüche in der Sowjetunion zum Stillstand bringen. Der sowjetische Ministerpräsident bietet den USA nunmehr drei Handlungsoptionen an:
1. die USA reagieren gar nicht oder
2. die Sowjetunion wird einen gleichschweren Gegenschlag der USA akzeptieren
3. die USA reagieren mit einem schwereren Gegenschlag und zwingen die Sowjetunion dazu, ihrerseits mit ihrem vollen Nukleararsenal zu kontern.

Nach kurzer Beratung mit General Renning vom Strategic Air Command, der in dem sowjetischen Fernschreiben einen Bluff vermutet, befiehlt der US-Präsident einen zurückhaltenden Gegenschlag mit Atomwaffen. Noch während er dabei ist, Washington, D.C. zu verlassen, wird die Stadt von eintreffenden Atomsprengköpfen getroffen und vollständig zerstört. Obwohl zunächst tot geglaubt, überlebt der Präsident diesen Angriff leicht verletzt, aber vom Explosionsblitz geblendet.
Unter der Annahme des Todes des Präsidenten installieren die Stabschefs der US-Streitkräfte, entsprechend der US-Verfassung, das einzig erreichbare Kabinettsmitglied der US-Regierung als Nachfolger des Präsidenten: den US-Innenminister. Dieser wird an Bord der Air Force One genommen und übernimmt von dort die weitere Kriegsführung. Er folgt zunächst den Überlegungen eines Marineberaters, der – wie der tot geglaubte Präsident – einen begrenzten Gegenschlag empfiehlt, lässt sich jedoch später von dem kriegerischen Colonel Fargo davon überzeugen, einen unbegrenzten Atomschlag gegen die Sowjetunion zu führen, um diese vollständig zu vernichten. So beabsichtigt er, einen umfassenden Atomangriff zu befehlen und hält an dieser Entscheidung – immer von Fargo unterstützt – auch noch fest, als klar wird, dass der US-Präsident den Angriff auf Washington D.C. überlebt hat.
Der US-Präsident versucht Kontakt zur Air Force One herzustellen, um die Durchführung seiner Befehle durchzusetzen, wird aber von ihr zurückgewiesen, da man von einem sowjetischen Täuschungsversuch ausgeht. Daraufhin stellt er eine Verbindung zum fliegenden Kommandoposten E-4 Looking Glass her, kann den dortigen Befehlshaber, General Alice, von seiner Legitimation als Präsident überzeugen und befiehlt Alice, die Air Force One zu rammen und dadurch zu zerstören, um eine weitere Eskalation der ohnehin schon katastrophalen Lage zu verhindern.
In einer dramatischen Luftverfolgung macht Looking Glass die Air Force One ausfindig, kann sie im letzten Augenblick vor der Herausgabe des fatalen Befehls stellen und sie in einem selbstmörderischen Manöver rammen und zerstören. Darauf befiehlt der US-Präsident ein sofortiges Einstellen aller Feindseligkeiten gegen die Sowjetunion.

## Nebenhandlung
Während des gesamten Films zentriert sich die Nebenhandlung auf die Mannschaft einer einzelnen B-52 Stratofortress, ab der Zeit ihres Alarmstarts in Spokane mit dem Befehl zur Zerstörung sowjetischer Städte. Die Crew führt einen (virtuellen) Testabwurf durch, der die Stadt Irkutsk zum Ziel hat. Alsbald wird die B-52 von drei sowjetischen Abfangjägern verfolgt und beschossen. Diese werden zerstört, als die B-52 einen Talkessel überfliegt, in den die Crew eine Atombombe abwirft. Als die Bombe verzögert detoniert, befinden sich die Abfangjäger direkt über dem Detonationsschwerpunkt. Nach diesen dramatischen Ereignissen verlieren mehrere Besatzungsmitglieder – außer dem Piloten – die Nerven, wobei später ein Offizier sogar versucht, den Piloten zu töten, was jedoch scheitert. Copilotin Captain Moreau, die zugleich die Geliebte des Piloten Major Cassidy ist, begeht ihm gegenüber Gehorsamsverweigerung, kann ihn aber später dann ebenfalls von der Sinnlosigkeit des Atomkrieges überzeugen, so dass man einvernehmlich beschließt, keine weiteren Nuklearwaffen mehr einzusetzen und sich somit einseitig vom Auftrag zu lösen. Eine Fahnenflucht wird nur vermieden, als bekannt wird, dass der US-Präsident die Einstellung aller Feindseligkeiten angeordnet hat.

## Unterschiede zum Roman
Der Film ist grundsätzlich sehr am Roman orientiert, unterscheidet sich von diesem jedoch in zwei wesentlichen Punkten: Im Roman beginnt die Krise mit einem absichtlichen Atomangriff der UdSSR auf die USA. Ferner besteht im Roman nur ansatzweise eine Liebesbeziehung zwischen Cassidy und Moreau, wohingegen der Film sogar eine sexuelle Beziehung als vorhanden darstellt.

## Kritik
Das Lexikon des internationalen Films kritisierte, dass der Film eine „Ansammlung der gängigen Genre-Klischees ohne sonderlichen Unterhaltungswert“ sei. Die Produktion komme „auch tricktechnisch nicht über Mittelmaß“ hinaus.
Die Multimediaseite UNOBTAINIUM13 schreibt: Der Film ist ein großartiges politisches „Was-wäre-wenn“-Stück, das hoffentlich genau das bleibt und keine Vorhersage der zukünftigen Realität.